# Сото Мартинес, Марко Аурелио
Марко Аурелио Сото Мартинес (исп. Marco Aurelio Soto Martínez; 1846, Тегусигальпа — 1908, Париж) — гондурасский политический и государственный деятель, юрист. Трижды занимал пост Президента Гондураса (1876—1877, 1877—1881 и 1881—1883).
Член Либеральной партии Гондураса.

## Биография
Окончил Университет Сан-Карлос в Гватемале.
В 1872—1876 годах последовательно работал заместителем министра внутренних дел, министром внутренних дел, юстиции, министром народного образования и по делам церкви, исполнял обязанности министра иностранных дел.
В 1876 году был послом в Гватемале.
В 1876—1882 годах занимал пост президента Гондураса. Провёл ряд важных законодательных реформ, секуляризировал церковные земли, преобразовал военное законодательство, основал Национальную библиотеку, реорганизовал Национальный архив и Национальный университет, введя новые методы обучения. В период президентства Сото были основаны телеграф, монетный двор, национальная типография, улучшена работа почты Гондураса.
Сото был почётным академиком мадридской Академии испанского языка.
Изображён на банкноте Гондураса 2003 года.